# Steele City
Steele City est un village américain du comté de Jefferson dans le Nebraska. Il comptait 61 habitants en 2010.

## Histoire
Steele City a été fondé en 1873 quand la ligne de chemin de fer St. Joseph and Western Railroad a été prolongée jusqu'à cet emplacement. Son nom provient de Dudley M. Steele, un fonctionnaire des chemins de fer.
La première école du comté s'installe dès 1868, avant la fondation de la commune, et est dotée d'un bâtiment en briques en 1881.

## Démographie
En 1890, près de 400 personnes vivent à Steele City. En 2000, la population ne s'élevait plus qu'à 84 habitants, nombre qui s'est réduit à 61 lors du recensement de 2010.

## Keystone Pipeline

Le tracé en 2014 et le doublement prévu (dit phase IV, tracé en vert).

Steele City se trouve sur l'itinéraire du Keystone Pipeline dont il est l'un des points stratégiques. La première partie de l'oléoduc (phase 1 de la construction) achemine en effet les sables bitumineux de l'Athabasca depuis Hardisty dans l'Alberta (Canada) jusqu'à Steele City (avec un prolongement vers l'ouest, à destination de Wood River et Patoka) – cf. carte ci-contre. La deuxième phase du projet, elle aussi réalisée, a consisté à prolonger l'oléoduc vers le sud, jusqu'à la ville de Cushing, dans l'Oklahoma.
La quatrième phase du projet, connue sous le nom de « Keystone XL » et sujette à contestation, doit également aboutir à Steele City, mais via un itinéraire plus direct.